# Juan Cabañero y Esponera
Juan Cabañero y Esponera (Urrea de Gaén, 1800-Albalate del Arzobispo, 3 de mayo de 1850) fue un militar español que sirvió en el bando de Carlos María Isidro de Borbón durante la  Primera Guerra Carlista. El 5 de marzo de 1838 protagonizó la efímera conquista de Zaragoza para los carlistas que terminó con su derrota e inmediata huida, acontecimiento que pasó a la posteridad con el nombre de cincomarzada.

## Datos biográficos
Nacido en la villa turolense de Urrea de Gaén, entre Híjar y Albalate del Arzobispo, hijo de Andrés Cabañero Romance, infanzón de La Hoz de la Vieja , y de María Blasa Esponera Esponera, de Híjar.
Contrajo matrimonio el 30 de diciembre de 1819 con Isabel Margelí y Tor. La pareja se instaló en la casa de sus tíos, Joaquina Tor y Mariano Gil y Sancho, en Albalate. Mariano Gil fue alcalde de Zaragoza y falleció en la torre familiar de Albalate en 1842.
Cirilo Andreu, que lo conoció en persona, mencionó como uno de los rasgos más sobresalientes del carácter de Cabañero su arrojo temerario, habiéndose hecho famoso en su juventud por enfrentarse en solitario y poner en fuga a una partida de bandoleros que había amenazado con arrasar la casa de su tío si no les era entregado el chantaje exigido. De él se ha afirmado que era un «infanzón tierrabajino, hombre valiente, capaz, como muchos consanguíneos suyos, de ocurrencias raras y atrevidas».
Pirala cuenta que era uno de los mandos carlistas más apreciados por la tropa y por la población por su recto proceder. Sin embargo, dicho punto de vista, al parecer, no era compartido por Cabrera ni por sus subordinados Llagostera o Arnau.

## Antecedentes de la cincomarzada

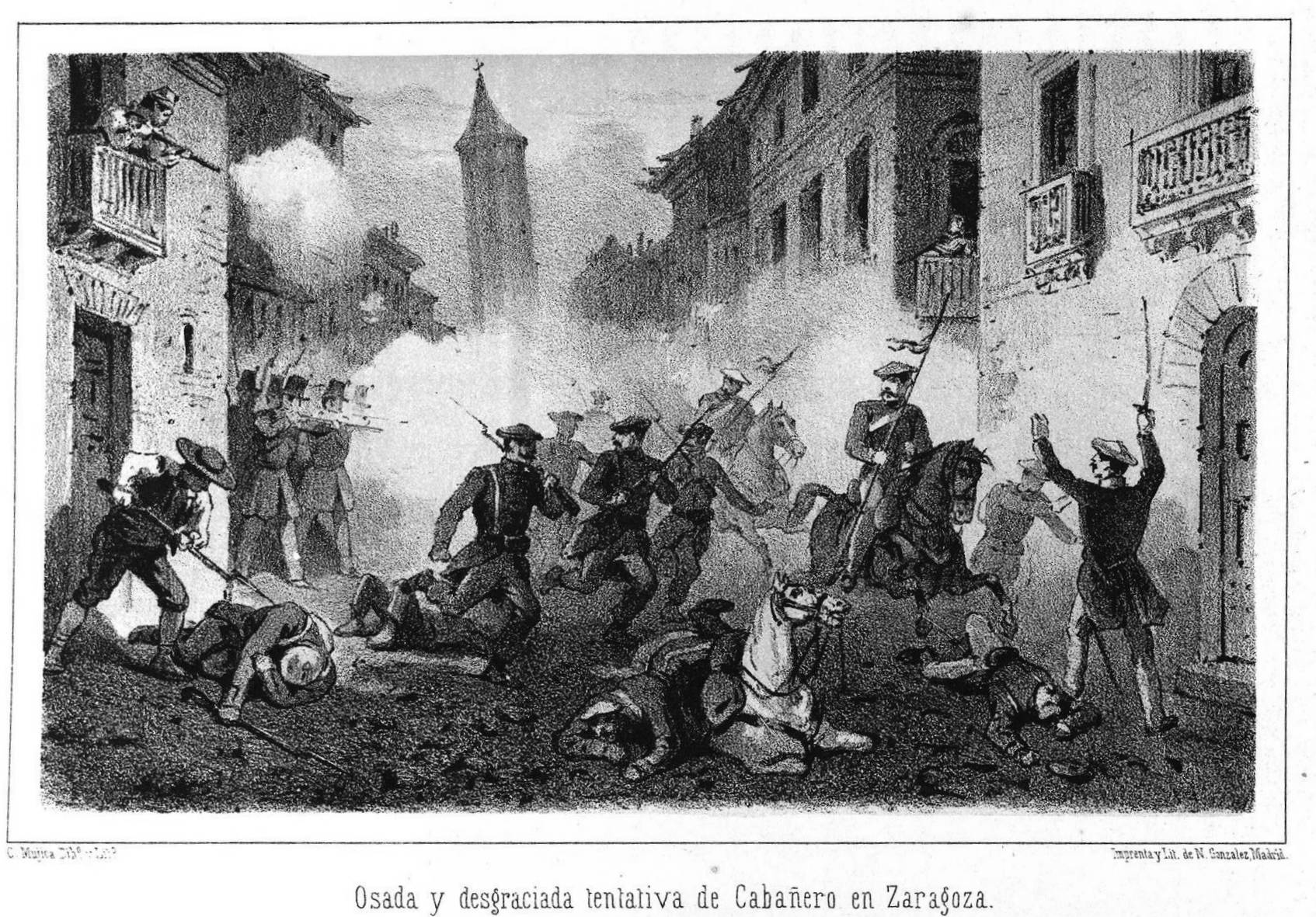
Osada y desgraciada tentativa de Cabañero en Zaragoza, litografía de Carlos Múgica para La estafeta de Palacio de Ildefonso Antonio Bermejo, t. I, Madrid, 1871-1872.

La mayoría de la población de Zaragoza, por aquel entonces, estaba alineada con el bando liberal. Su estratégica posición en el valle del Ebro, entre Cataluña y el país vasconavarro, zonas de nítidas preferencias carlistas, la convertían en un objeto apetecible para los insurrectos, ya que su conquista permitía la conexión de ambos territorios y el completo dominio del río, expulsando a los cristinos de casi todo el territorio aragonés.
El 27 de febrero de 1838 se produjo en esta ciudad un levantamiento carlista que no tuvo éxito. En febrero de 1838, Cabrera se hallaba sitiando Gandesa cuando consideró de la mayor conveniencia atacar Zaragoza, para lo cual dio las oportunas órdenes al brigadier Cabañero, quien se puso al frente de 2200 soldados de infantería y 300 de caballería al mando del francés L'Espinace. La operación, exitosa en un primer momento al conseguir penetrar en la ciudad gracias a la ayuda de algunos espías y a lo sorpresivo del ataque, terminó con la derrota y retirada carlista debido, principalmente, a la espontánea defensa llevada a cabo por la vecindad zaragozana.
Rápidamente tomó Belchite y prosiguió hasta la capital.
Aunque el 5 de marzo de 1838 conquistó la plaza sin resistencia, posteriormente la reacción de la población le obligó a abandonar la ciudad, retirándose a Cantavieja.
Este hecho motivó la titulación de Zaragoza como "siempre heroica" y la orla de laurel en su escudo de armas. Es celebrado con la cincomarzada. 
Tras el convenio de Vergara se le devolvió el rango militar de brigadier y pasó a combatir del lado de los liberales, ganando enfrentamientos en oposición a sus antiguos correligionarios.